# Giovanni da Piamonte
Giovanni da Piamonte (actif entre 1452 et 1466) est un peintre italien qui a semble avoir assisté Piero della Francesca  aux fresques de la Légende de la Vraie Croix de la chapelle Bacci de la Basilique San Francesco (Arezzo).

## Œuvres
- Participation aux fresques de la chapelle Bacci de la basilique San Francesco d'Arezzo : 
  - Épisode III : Enlèvement du Saint Bois
  - Épisode VII : Torture du Juif
  - Épisode XI :  Prophète
- Madonna in trono con il Bambino tra San Florido e San Filippo Beniz, unique œuvre certifiée car signée et datée de 1456, musée de la Basilica di Santa Maria delle Grazie, Città di Castello.